# 黄甸镇
黄甸镇，是中华人民共和国四川省绵阳市盐亭县下辖的一个乡镇级行政单位。2019年12月，撤销三元乡，将其所属行政区域划归黄甸镇管辖，黄甸镇人民政府驻圣东路56号。

## 行政区划
黄甸镇下辖以下地区：
黄天坝社区、湍江村、古楼村、枣林村、三学村、白花村、高鹞村、南山村、素珠村、安治村、长乐村、驷马村、板桥村、盛水村、龙台村、金鱼村、群益村、汪沟村、永宁村、桥坝村、文林村、永寿村、义和村、大同村、荣阳村和杨庙村。